# Политов, Владимир Петрович
Влади́мир Петро́вич Поли́тов (род. 6 декабря 1970, Батагай) — советский и российский певец, музыкант, участник группы «На-На». 
Заслуженный артист Российской Федерации (2001).

## Биография

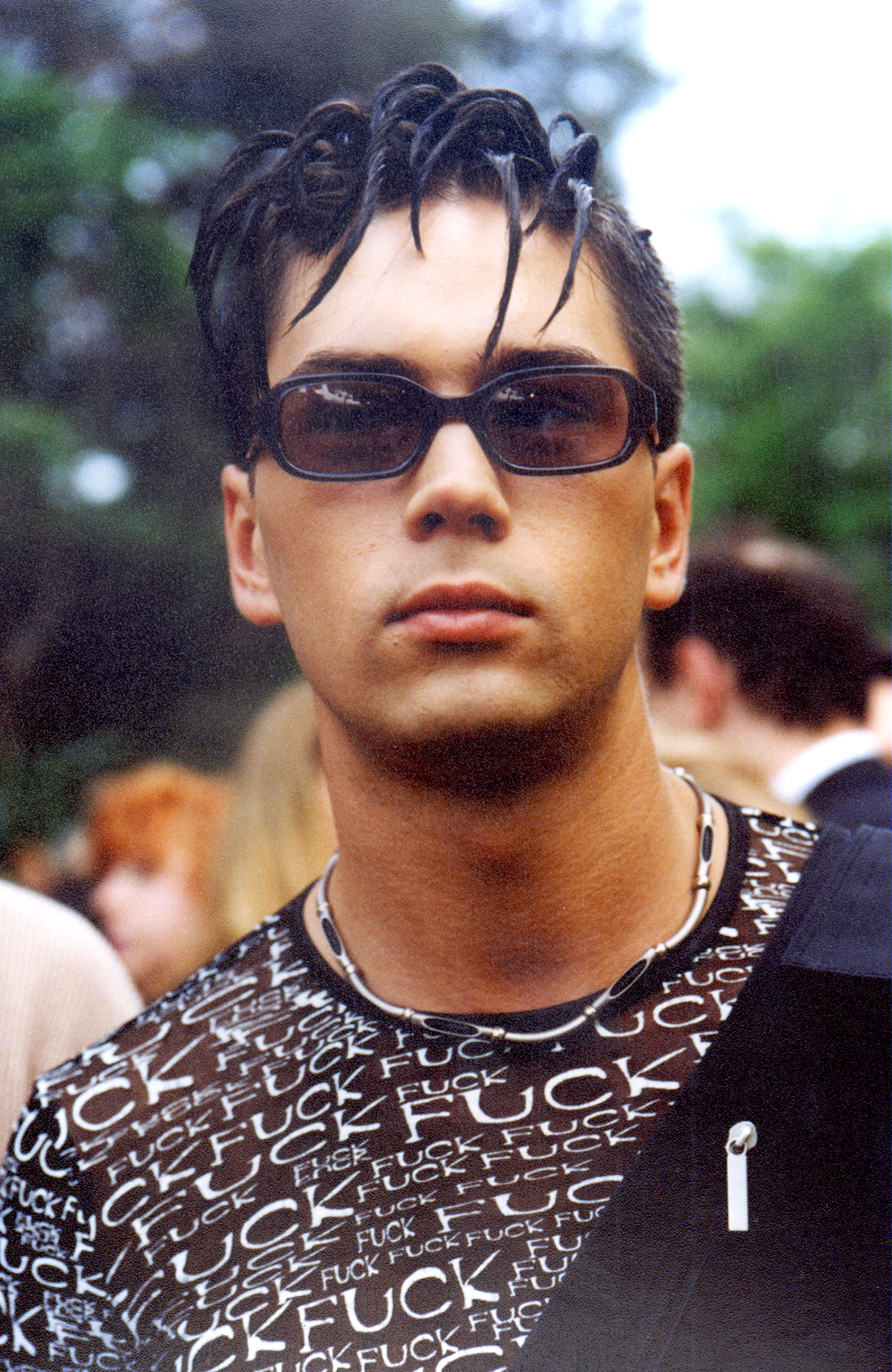

Политов Владимир Петрович родился 6 декабря 1970 года в Якутии, в посёлке Батагай. Параллельно с общеобразовательной школой Владимир учился в музыкальной школе, где освоил игру на кларнете, классической гитаре и клавишных.
В 1987 году Политов поступил в Рижский институт инженеров гражданской авиации. После третьего курса прервал обучение  и переехал в Москву, где некоторое время занимался коммерческой деятельностью.
В 1990 году, одолев многочисленных соперников, прошёл конкурс в группу «На-На» и начал в ней работу в качестве бас-гитариста.
Вокальным дебютом Владимира Политова стала песня «Если б не было ночей», но визитной карточкой певца является песня «Фаина» (скандально известный одноимённый клип принёс Владимиру Политову звание секс-символа страны).
Помимо работы в группе «На-На», Владимир занимается также и сольным творчеством: в 2004 году им записано несколько сольных композиций в стиле поп-рок. В том же 2004 году музыкантом  был создан диджей-проект P.S. Project (В. Политов является единственным Dj, имеющим звание заслуженного артиста России). Музыкальный стиль проекта может быть охарактеризован как смешанный (Trance, Deep House, Progressive House, Minimal, ACID tech). На счету Владимира, как диджея, успешные выступления на крупнейших музыкальных Фестивалях России, а также на крупных площадках за рубежом (Казахстан, Индия и др.). Кроме музыки, В.Политов увлекается рыбалкой, охотой и фотографией.

## Личная жизнь
- жена — Ольга (1975 г.р.)  (год заключения брака: 1999).
  - дочь — Алёна (2000 г.р). Пара развелась в 2006 году.
- жена — Ольга (1994 г.р.) (год заключения брака: 2021).

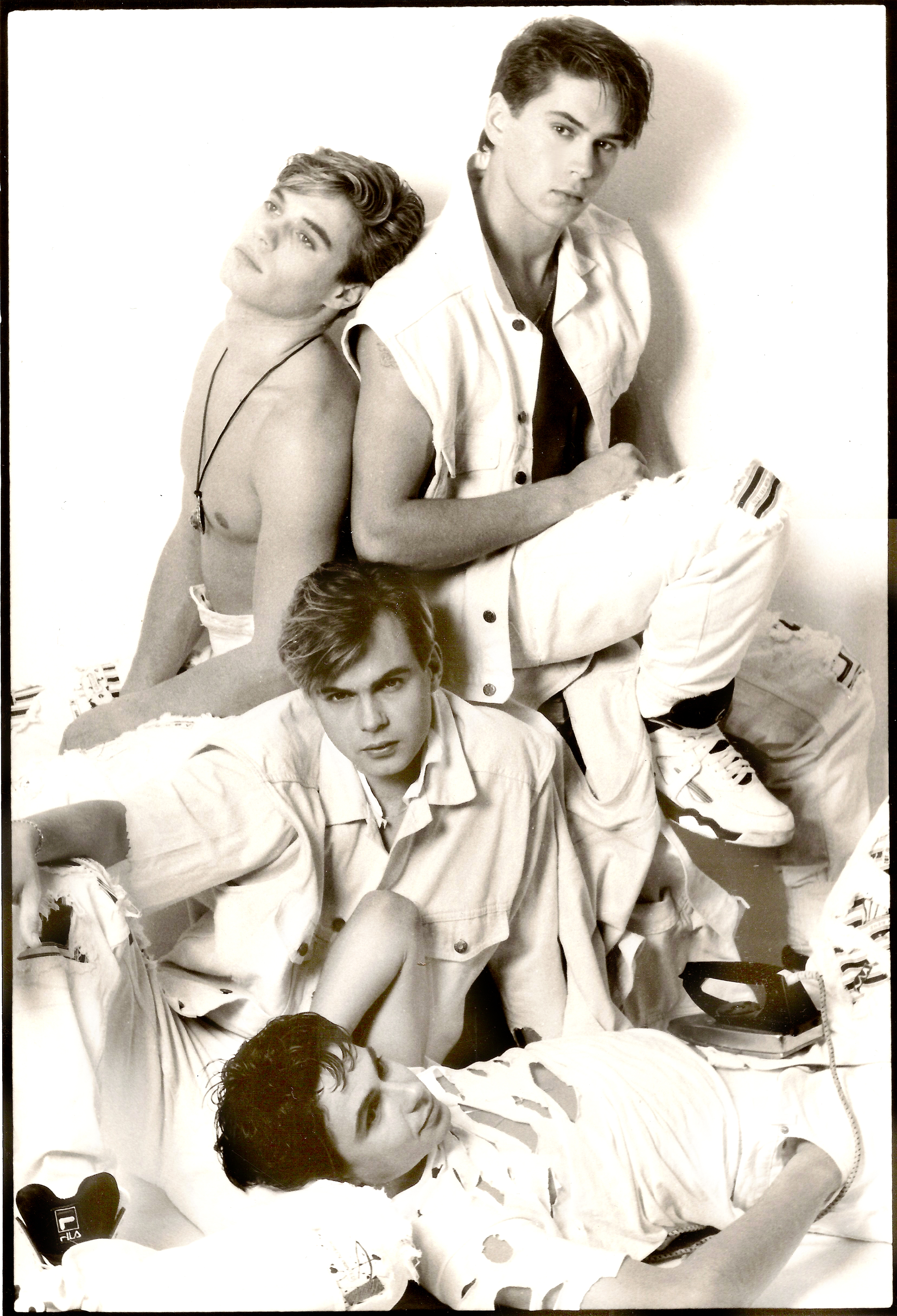

  - сын — Артем (2023 г.р).

## Награды
В составе группы Владимир Политов стал лауреатом 12 национальных музыкальных премий «Овация», в том числе:
- 1994 г. — «Поп-группа года»
- 1994 г. — «Шлягер года» — «Фаина»
- 1995 г. — «Поп-группа года»
- 1995 г. — «Шлягер года» — «Шляпа»
- 1997 г. — «Пропаганда отечественной поп-музыки»
- 1998 г. — «Поп-группа года»
- 2001 г. — «Лучшая поп-группа десятилетия»
- 2008 г. — «Легенда».

26 апреля 1998 года Владимиру Политову Российским Дворянским обществом был пожалован титул графа.
В 2001 году Указом Президента Российской Федерации Владимиру Политову присвоено звание Заслуженного артиста России.
Владимир Политов награждён Всероссийской Академией словесности медалью А. С. Пушкина за вклад в российскую культуру.
Среди наград В. Политова — медаль им. М. Ломоносова, которой его отметила за укрепление государства Российского национальная Академия безопасности и обороны (вместе с другими участниками группы «На-На» и продюсером группы Б. Алибасовым Владимир является действительным членом-корреспондентом Академии безопасности и обороны).
В 2008 году Политову вручены награды МВД России — медали «За службу на Северном Кавказе» и «За верность долгу и Отечеству» (так были оценены многократные выступления солистов группы в горячих точках).

## Дискография
Владимир принял участие в записи 12 альбомов группы «На-На»:
- 1990 г. — «Не женись»
- 1992 г. — «Фаина»
- 1992 г. — «Красивая»
- 1995 г. — «На-настальгия»
- 1995 г. — «Цветы» (на тайском языке)
- 1996 г. — «Народные нанайские песни»
- 1996 г. — «Ночь без сна»
- 1997 г. — «Прикинь, да…»
- 1998 г. — «Those were the days»
- 1998 г. — «Игра»
- 1999 г. — «Над Землёй»
- 2003 г. — «Особая энергетика»

За период существования проекта «P.S. Project» В.Политов принял непосредственное участие в записи двойного альбома «Just Listen» 2006 г.

## Фильмография
- «Солнце, воздух и …На-На» (1992 г.)
- «Старые песни о главном» (1995 г.)
- «Старые песни о главном 3» (1997 г.)
- «Ералаш» (Выпуск № 123, 1997 г.) — камео
- «Пролетая NA-NA!-д Калифорнией» (2001 г.)
- «Частный детектив» (2004 г.)

## Клипы
Владимир Политов принял участие в съёмках более 25 видеоклипов группы «На-На», среди которых клипы песен:
- «Фаина»,
- «Крошка моя»,
- «Моя малышка»,
- «Не надо»,
- «Прикинь, да…»,
- «Динозавры»,
- «Игра»,
- «Пилот»,
- «Дождик»,
- «Над Землёй»,
- «Знай»,
- «Обида тает»,
- «Посвящение женщине»,
- «Дышу я…»
- и др.

Весной 2014 года Владимир Политов снялся в клипе «Между нами» певицы Леры Левински.